# Hendron (Kentucky)
Hendron es un lugar designado por el censo ubicado en el condado de McCracken en el estado estadounidense de Kentucky. En el Censo de 2010 tenía una población de 4687 habitantes y una densidad poblacional de 346,81 personas por km².

## Geografía
Hendron se encuentra ubicado en las coordenadas 37°2′0″N 88°38′52″O / 37.03333, -88.64778. Según la Oficina del Censo de los Estados Unidos, Hendron tiene una superficie total de 13.51 km², de la cual 13.47 km² corresponden a tierra firme y (0.31%) 0.04 km² es agua.

## Demografía
Según el censo de 2010, había 4687 personas residiendo en Hendron. La densidad de población era de 346,81 hab./km². De los 4687 habitantes, Hendron estaba compuesto por el 91% blancos, el 4.97% eran afroamericanos, el 0.36% eran amerindios, el 1.22% eran asiáticos, el 0% eran isleños del Pacífico, el 1% eran de otras razas y el 1.45% pertenecían a dos o más razas. Del total de la población el 2.41% eran hispanos o latinos de cualquier raza.